# Vautorte
Vautorte település Franciaországban, Mayenne megyében. Lakosainak száma 612 fő (2022. január 1.). Vautorte Châtillon-sur-Colmont, Montenay, Placé és Saint-Denis-de-Gastines községekkel határos.

## Népesség
A település népessége az elmúlt években az alábbi módon változott:
| Lakosok száma | 722  | 598  | 574  | 581  | 584  | 586  | 599  | 609  | 613  | 612  |
|               | 1968 | 1982 | 1990 | 2006 | 2013 | 2015 | 2017 | 2019 | 2020 | 2022 |